# Camptoloma designata
Camptoloma designata là một loài bướm đêm thuộc phân họ Arctiinae, họ Erebidae.